# Haçane Saba
Haçane Saba (em árabe: حسن صباح; romaniz.: Ḥasan Ṣabbāḥ; m. 1124) foi líder (dai) duma seita islâmica nizarita ismaelita e é tido geralmente como fundador da Ordem dos Assassinos. Estudou teologia em Rei e aos 17 anos adotou o ismaelismo, ao qual foi muito devoto. Em 1076, foi ao Califado Fatímida do Egito, quiçá para aperfeiçoamento religioso, e ficou até 1079. Em seu retorno à Pérsia, viajou por várias regiões de modo a promover sua fé. Com vários convertidos, capturou a fortaleza de Alamute no Dailão, então uma província do Império Seljúcida. Em pouco tempo, se tornou líder dum Estado territorialmente difuso, mas coeso. Autoridades imperiais tentaram reaver Alamute, a última delas em 1118. Depois, Haçane pôde viver em paz. Foi autor de vários tratados teológicos que enfatizavam a necessidade de aceitar autoridade absoluta em questões de fé, e sua visão foi amplamente aceita pelos nizaritas de seu tempo. Diz-se que levou uma vida ascética e impôs um regime restritivo em Alamute, chegando a executar seus filhos por acusações de assassinato e embriaguez respectivamente.